# Шарівка (Хмельницький район)
Ша́рівка (пол. Szarawka) — село в Україні, у Ярмолинецькій селищній громаді Хмельницького району Хмельницької області. Населення Шарівки становить 1212 особи.

## Географія

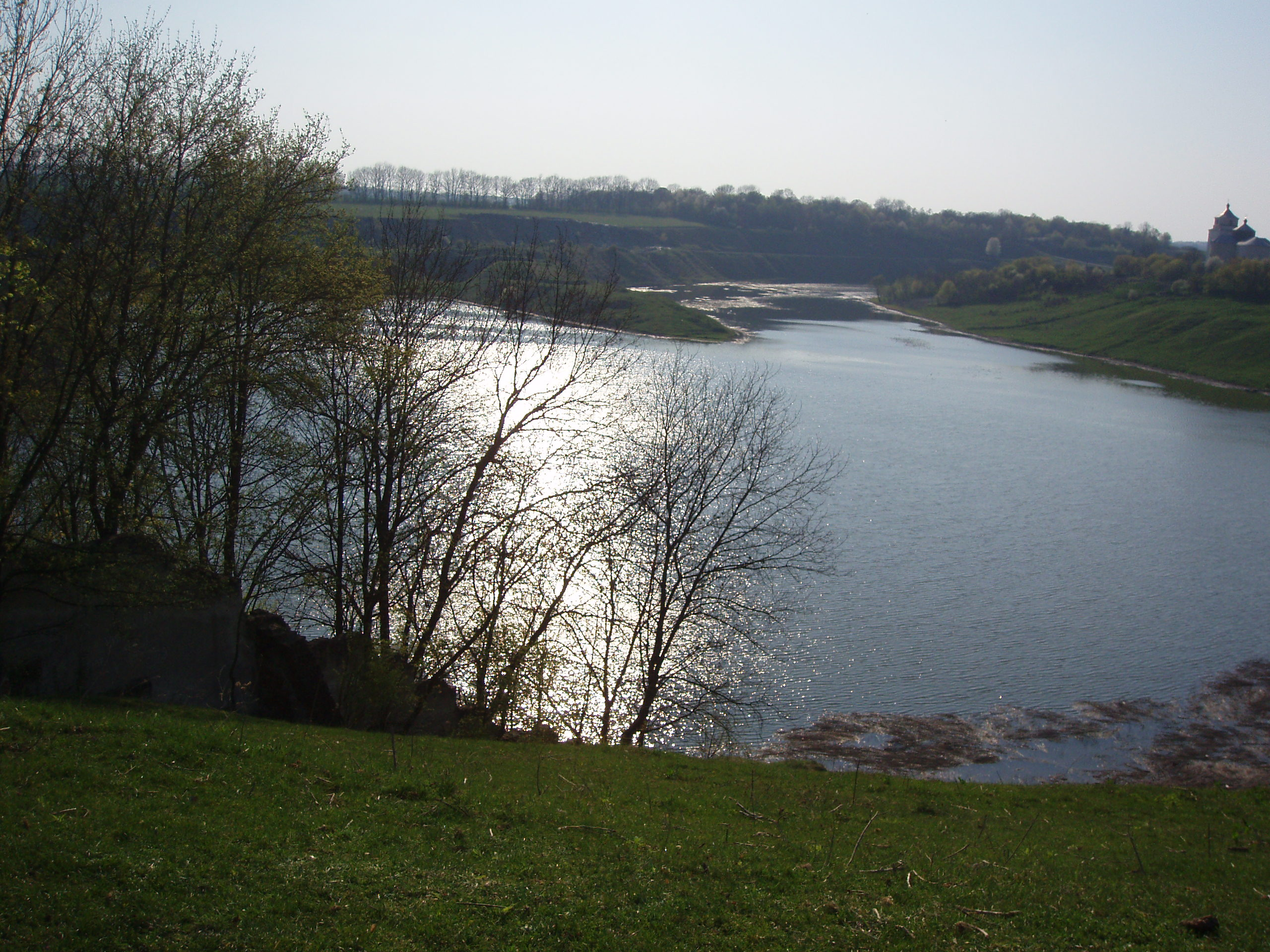
Ставок у Шарівці; на задньому тлі праворуч — костел

Село розташоване в мальовничій місцині, оточеній ставками.

## Історія
На території Шарівки археологами виявлені залишки поселень трипільської культури та давньоруського городища.

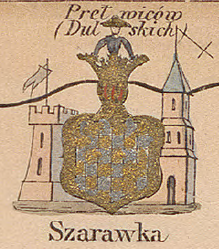
Шарівка на мапі Зигмунда Герстмана

В 1432 р. король Владислав II Яґайло надав Домаратові (земський писар кам'янецький із 1442 р., синові Яна (де Сладков) поселення Шарівку разом із висілками: Зеленці, Іванківці, Перегінка, пізнішим привілеєм також Борбухи(Бурбучинці), пустку Копистин, Михалкове Дворище, Ремішове Дворище, які були викуплені від Яна з Хомотова. Пізніше власником був Анджей (Андрій) де Балін) — син Яна Домарата. Анджей із Балина мав також королівщину Багно під Кам'яцем-Подільським.
18 лютого 1484 р. в Любліні, король Казимир IV на звернення Домарата зі Шлядка переводить королівське село Шаравка, яке знаходиться в Смотрицькому повіті, з польського права на магдебурзьке.
1543 р. син Філіпа, кам'янецький каштелян (1554—56) Ян Домаратович із Шарівки, мав у власности також Балин, Вербку, Михальківці й ін. За часів пот. Домарата Шарівка стала містом з укріпленим замком.
10 липня 1546 р. король Сигізмунд І запроваджує в містечку Шаравка два щорічних ярмарки: на Вознесіння Господнє та Воздвиження Чесного Хреста, а також щотижневий торг кожної п'ятниці.
1567 р. Шарівка була спустошена татарами, 112 людей взято в полон. Люстрація 1570 р. 114 хат, 2 євреї.
1578 р. Шарівка перейшла до його сина Якуба Претвича  (кам'янецький каштелян із 1594 р., подільський воєвода з 1607 р.).
1607 — каштелян кам'янецький, подільський воєвода — Якуб Претвич фундує домініканський костел.
1832 — костел перебудований на церкву, монастир частково знесений, частково перероблений на будинок нового пароха.
Після Якуба Претвича Шарівка десь 1617 р. перейшла до Дульських (зятем Якуба Претвича був Дульський, були дідичами до поч. 19 ст.)
Шарівську сільську раду було створено в 1922 році.
Шарівка відома своїми знатними земляками, які прославляють село в різних галузях суспільного життя. Є почесні жителі села, які робили і роблять великий внесок у розвиток села, в оздоровлення молодого покоління.
Нині (2000-ні) у селі працюють ЗОШ I—III ст., дитяча музична школа, дитячий садок, медична амбулаторія, ДЮСШ, декілька магазинів.

## Символіка
Герб та прапор затверджені 14 березня 2018 р. рішенням сесії сільської ради. Автори — В. М. Напиткін, К. М. Богатов, П. Б. Войталюк.
Щит перетятий. На першій лазуровій частині золотий круг із червоним малюнком із чотирьох трипільських безконечників. На другій частині, мурованій чорним на срібні і золоті прямокутники, червона восьмипроменева зірка. Щит вписаний у золотий декоративний картуш і увінчаний золотою сільською короною. Унизу картуша напис «ШАРІВКА» і дата «1433».
Трипільський візерунок — символ давньої історії заселення цих місць; круг водночас натякає на назву поселення. Мурована нижня частина — символ замку, що існував у селі; зірка — символ Богородиці — на мурованій частині означає оборонну Покровську церкву. Зміна срібних і золотих прямокутників — натяк на герб «Вчеле» роду Претвичів.

## Культура і спорт
Культурну сферу в Шарівці репрезентують народний Шарівський краєзнавчий музей і фольклорний ансамбль «Шарівчанка».
Мистецька школа Шарівська дитяча музична школа, при школі діє Зразковий аматорський духовий оркестр, керівник — заслужений артист України Владислав Гжегожевський.
На території села функціонує 2 волейбольні команди: старша і молодші групи. Діти цих команд беруть участь у змаганнях по всій Хмельницькій області, займають призові місця. Є також футбольна команда, яка складається із сільської молоді та школярів, також є учасником і призером місцевих змагань.
У 2017 році була створена футбольна команда під назвою «ФК Атлетик-Шарівка», яка в 2017 році посіла II місце на чемпіонаті району, у 2018 році I місце, у 2019 році II місце.

## Пам'ятки

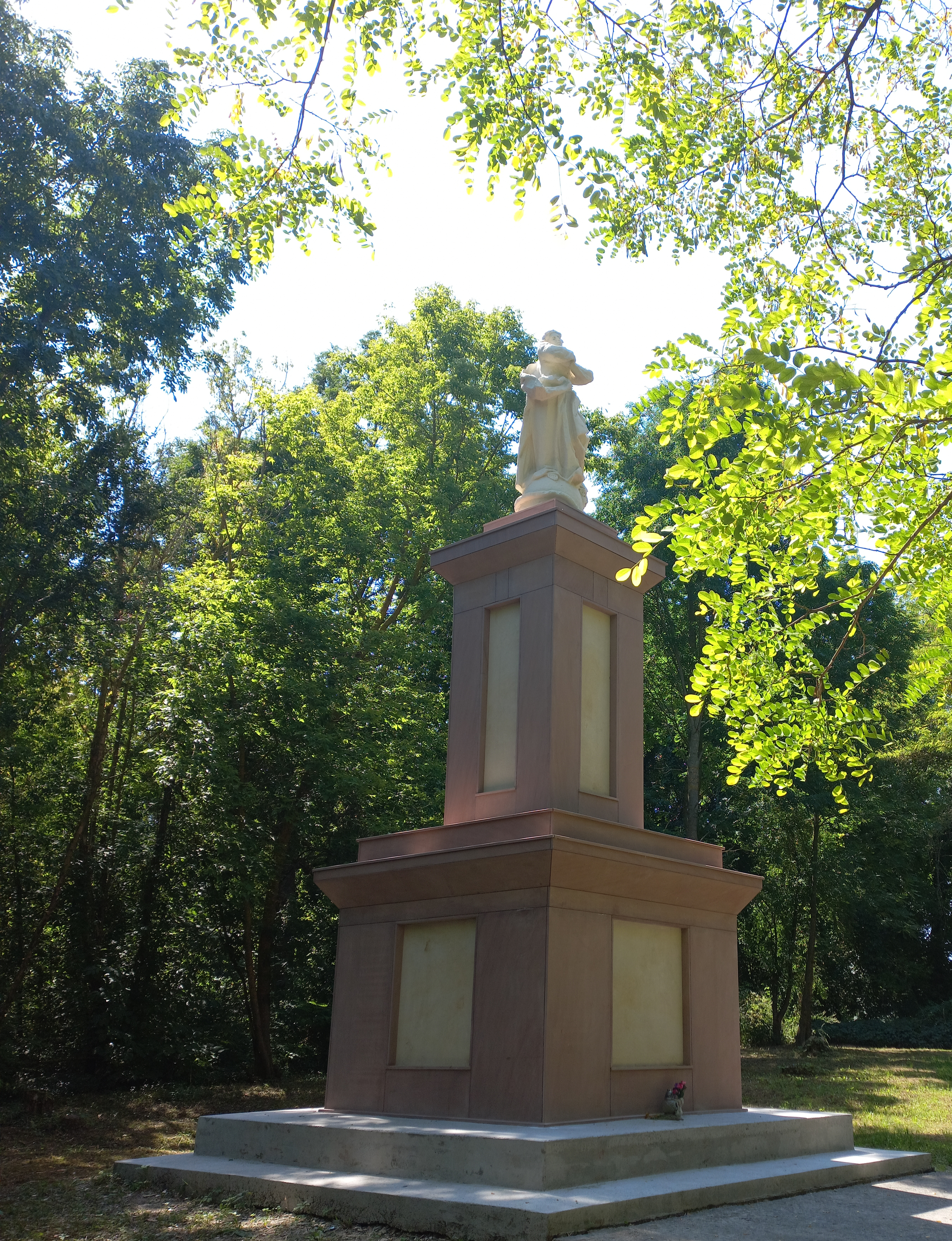
Скульптура Діви Марії у с. Шарівка

У Шарівці збереглося декілька цікавих історико-архітектурних пам'яток:
- на південній околиці села розташована Покровська церква-замок XIV—XIX століть. Храм стоїть на західній кінцівці вузького мису, витягнутого в напрямку схід-захід у мальовничій місцевості неподалік давнього замчища. Церква-замок у Шарівці — унікальна пам'ятка мурованої оборонної архітектури — репрезентує тип вежового триконхового храму, генеза якого досі не з'ясована;
- у центрі села охороняється державою Шарівський парк — пам'ятка садово-паркового мистецтва;
- поруч із церквою є стародавній парк-заповідник XIX століття площею близько 12 га, що спускається до ставка;
- костел XVIII століття.

## Відомі люди
- Бернард Претвич (Бернгард Прітвіц) (? — 1561) — знаний лицар того часу, боронив Поділля від татар і волохів, робив без дозволу короля Сигізмунда вилазки з подільською шляхтою, черемисами (козаками) проти турків та татар.

1539 р. Бернард Претвич  отримав Шарівку, 1546 р. від короля 1000 гр. на побудову нового замку. Дістав привілей на викуп Іванковець. У 1540 р. за заслуги в боях проти татар і волохів був нагороджений Мик. Голябка, за привілеєм королеви Бони Сфорци став старостою Бару (1540—1552). У 1540 р. надані великі поселення в Барській окрузі: Олчедаїв, Сребна, Кідинці, Михалківці, Ладава, у Кам'янецькому повіті: місто Жванець, Якимівці, Влайківці, 1547 р. Глезнов у Летичівському повіті. В 1550 — Шарівка надана з правом спадку. У 1552 дістав від короля Сигізмунда староство в Теребовлі. З 1561 привілей на передання староства в Терембові своєму сину Якубу. Удова Бернарда Барбара із Завадських у 1565 р. посідала Яниковці, Копистин, Колибання, Суріма, які належали до Шарівки.
- Казміров Олександр Вікторович (1996—2018) — солдат, стрілець роти, помічник гранатометника 1-го відділення 1-го взводу 6-ї роти 2-го механізованого батальйону 24-ї ОМБр. Збройних сил України, загинув при виконанні обов'язків, під час війни на сході України у Донецькій області[5].
- Барановський Петро Іванович (1875 — ?) — український громадський діяч в Харбіні (Китай)
- Гжегожевський Владислав Едуардович — викладач Шарівської дитячої музичної школи, заслужений артист України[6].

## Галерея

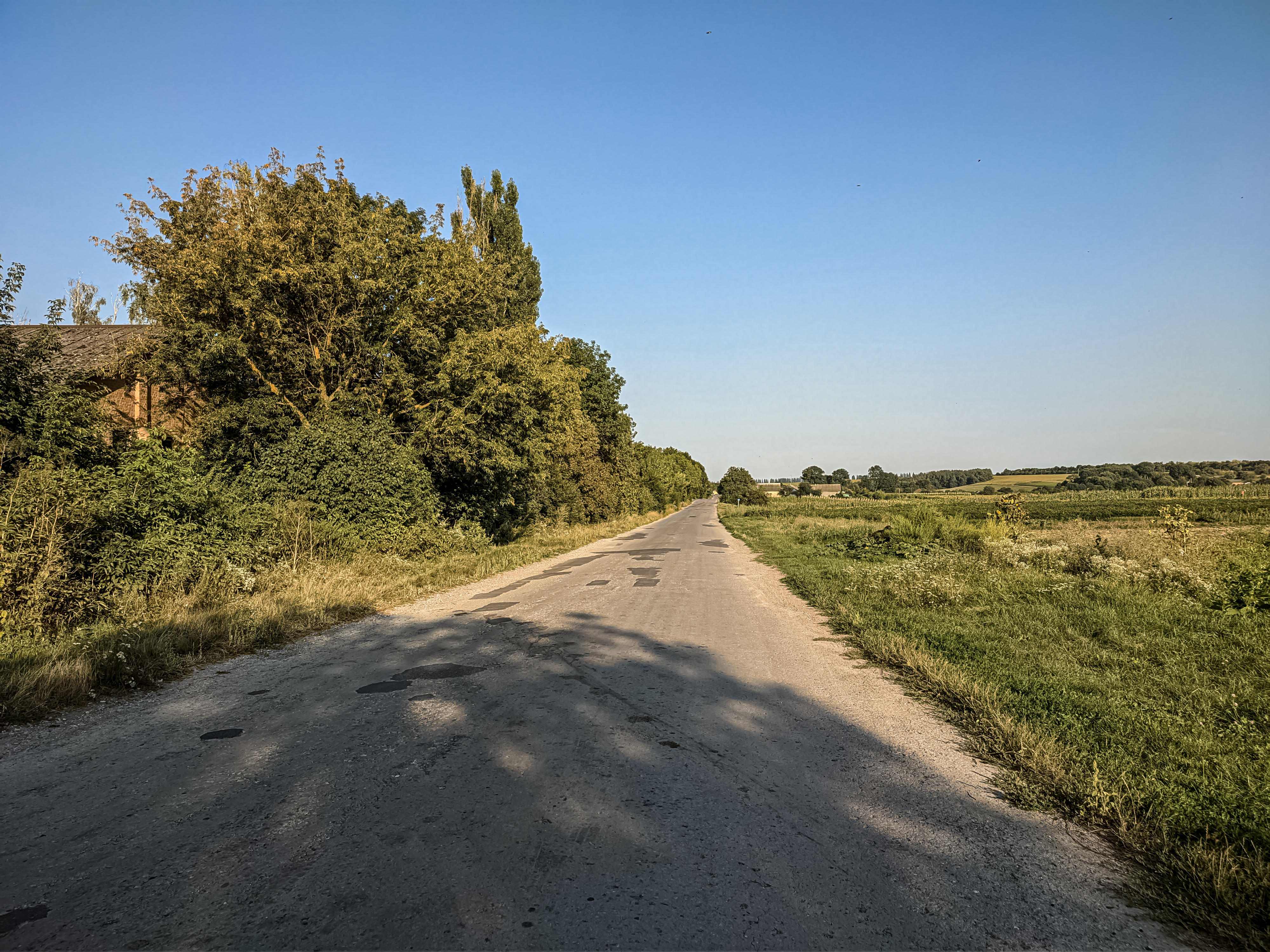
Сільська вулиця
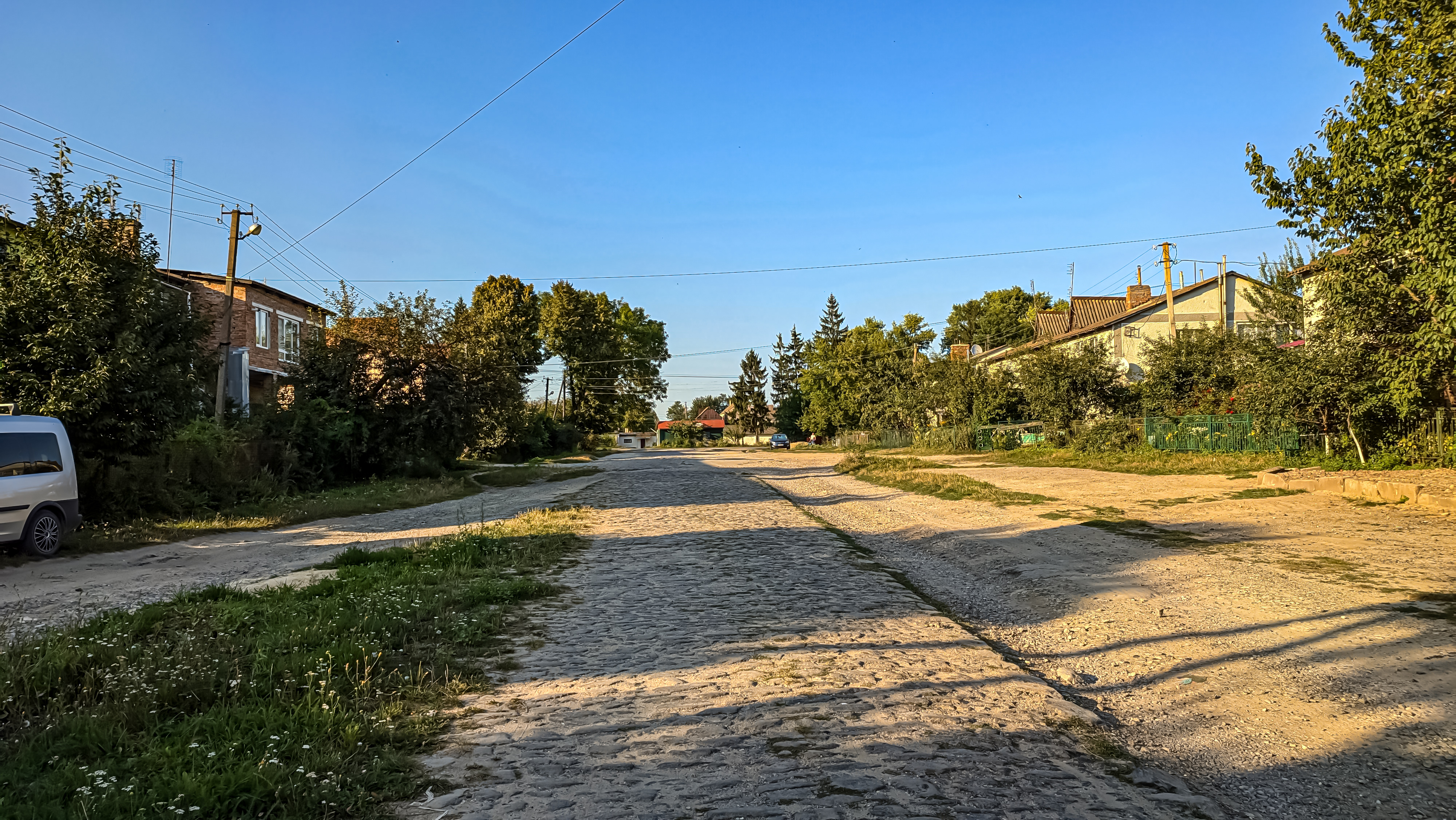
У центрі села
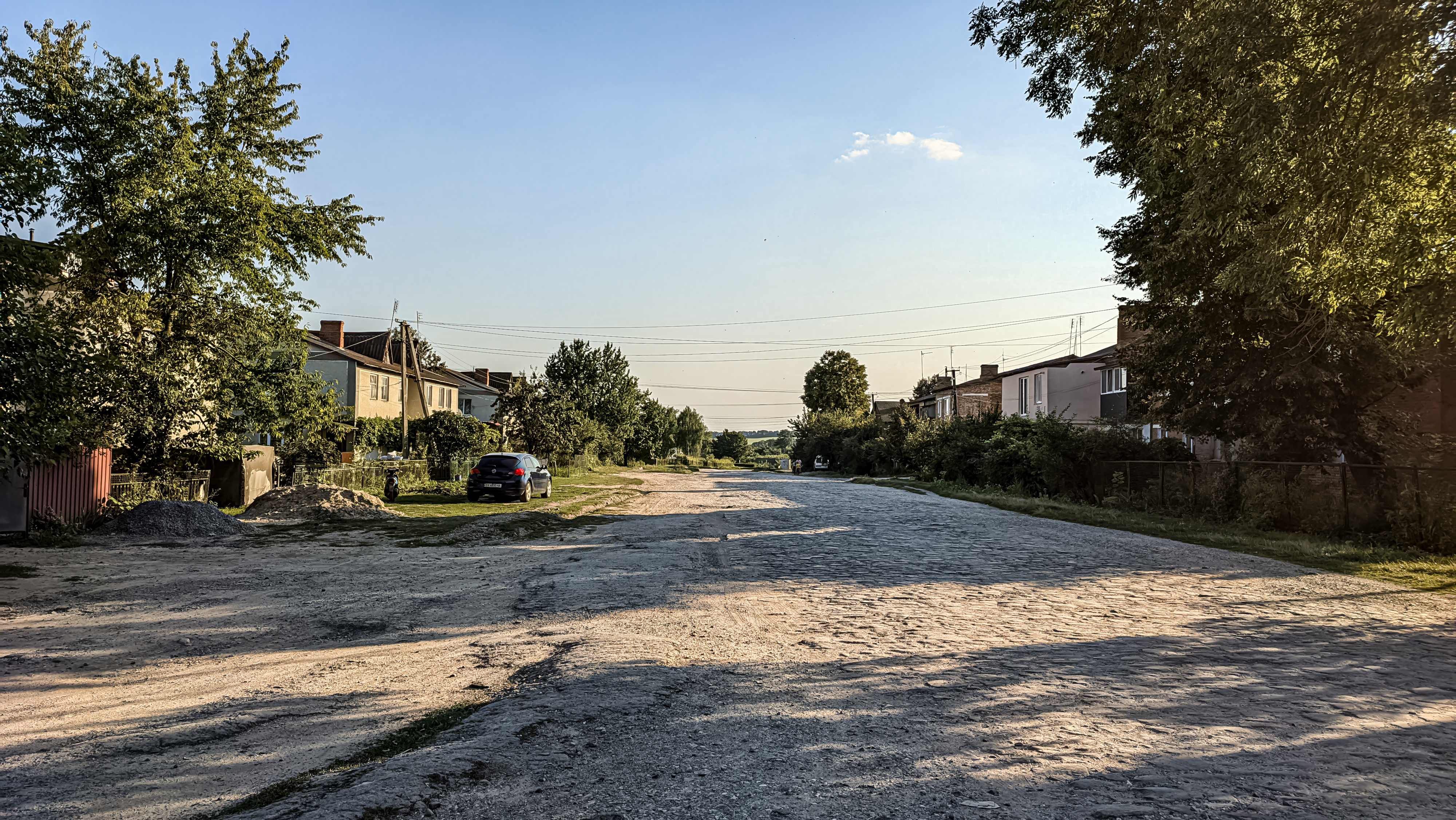
Двоповерхові будинки в центрі села
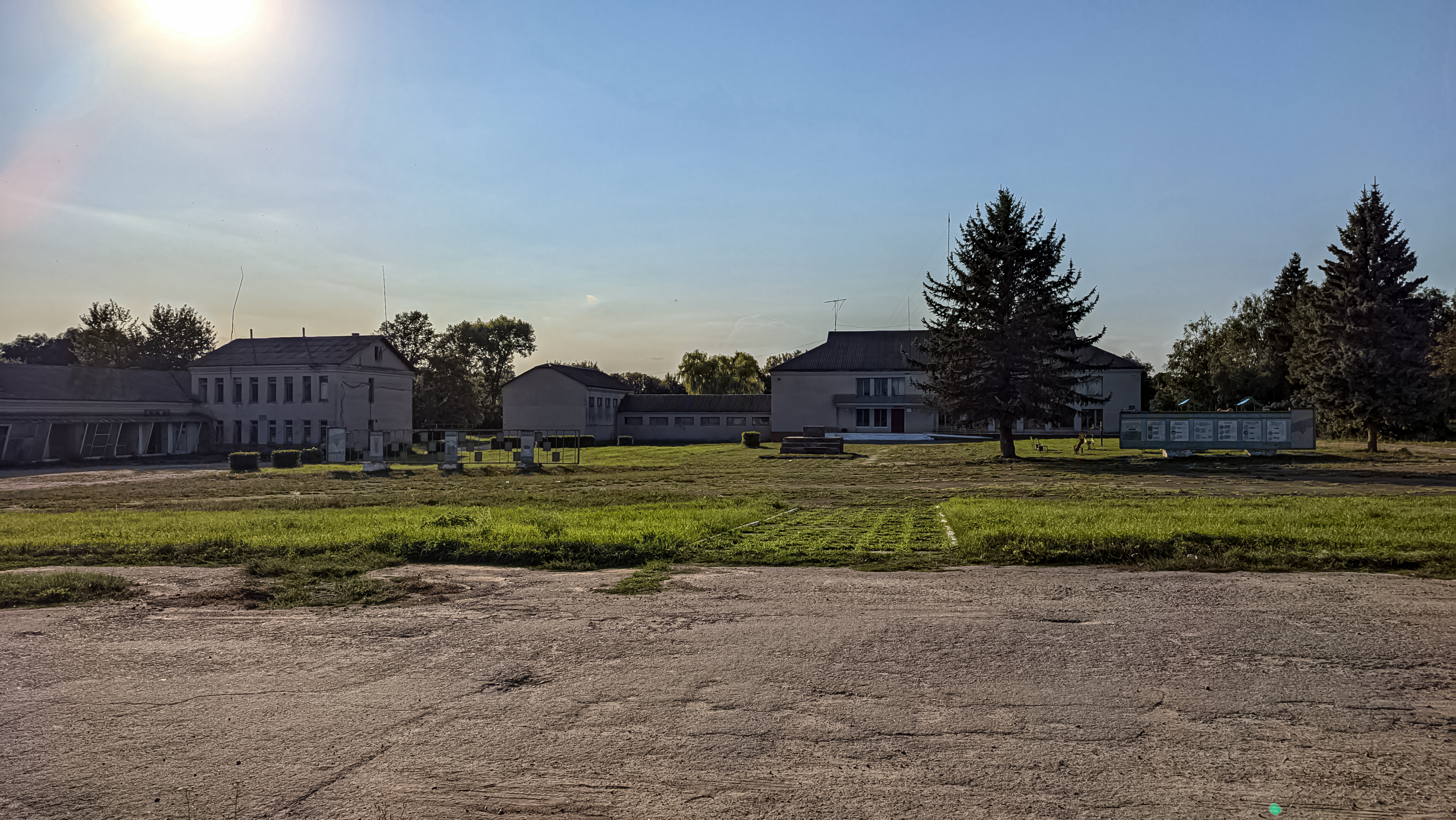
Будинок культури та спортивна школа
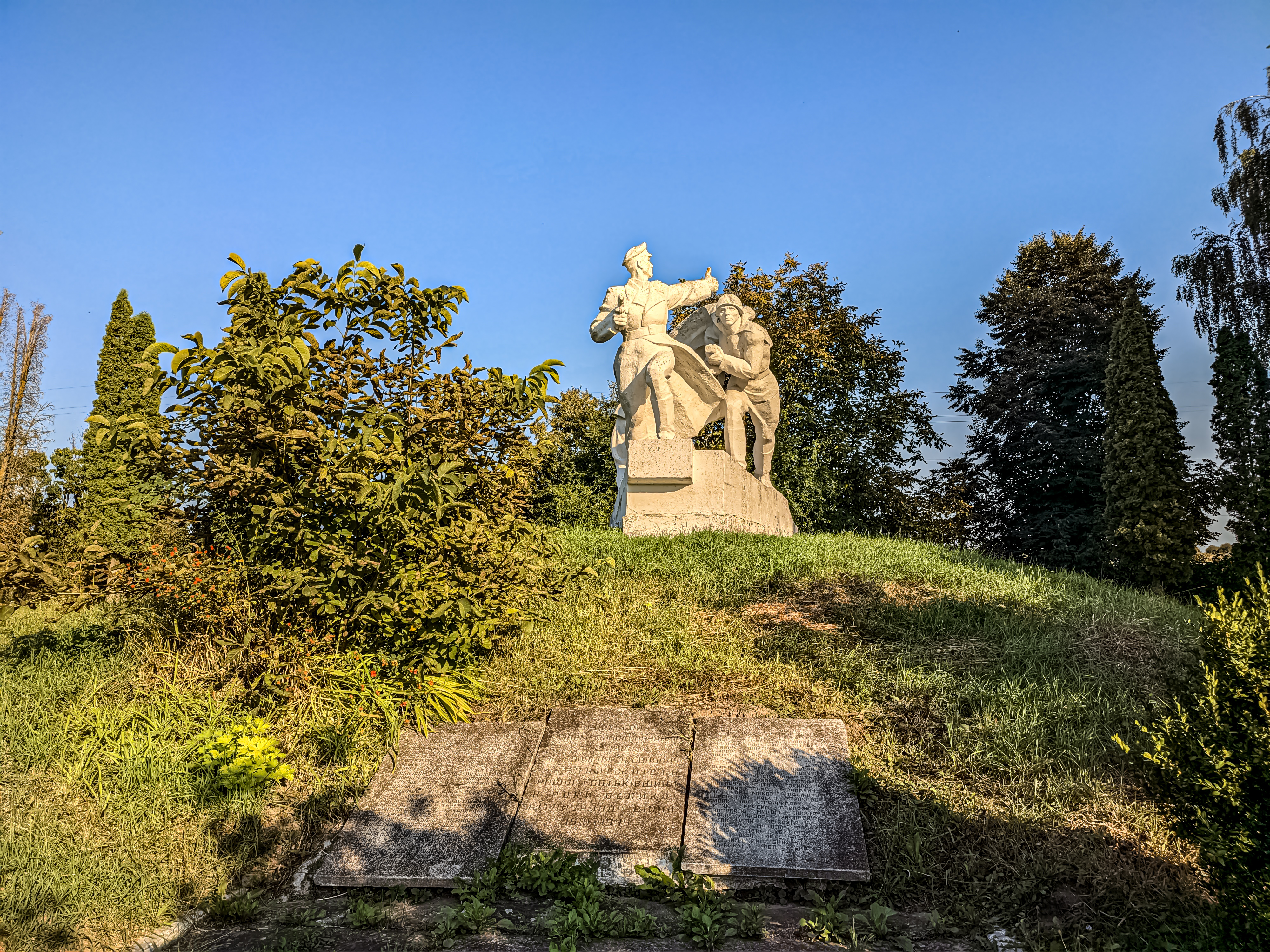
Пам'ятник загиблим у Другій світовій війні
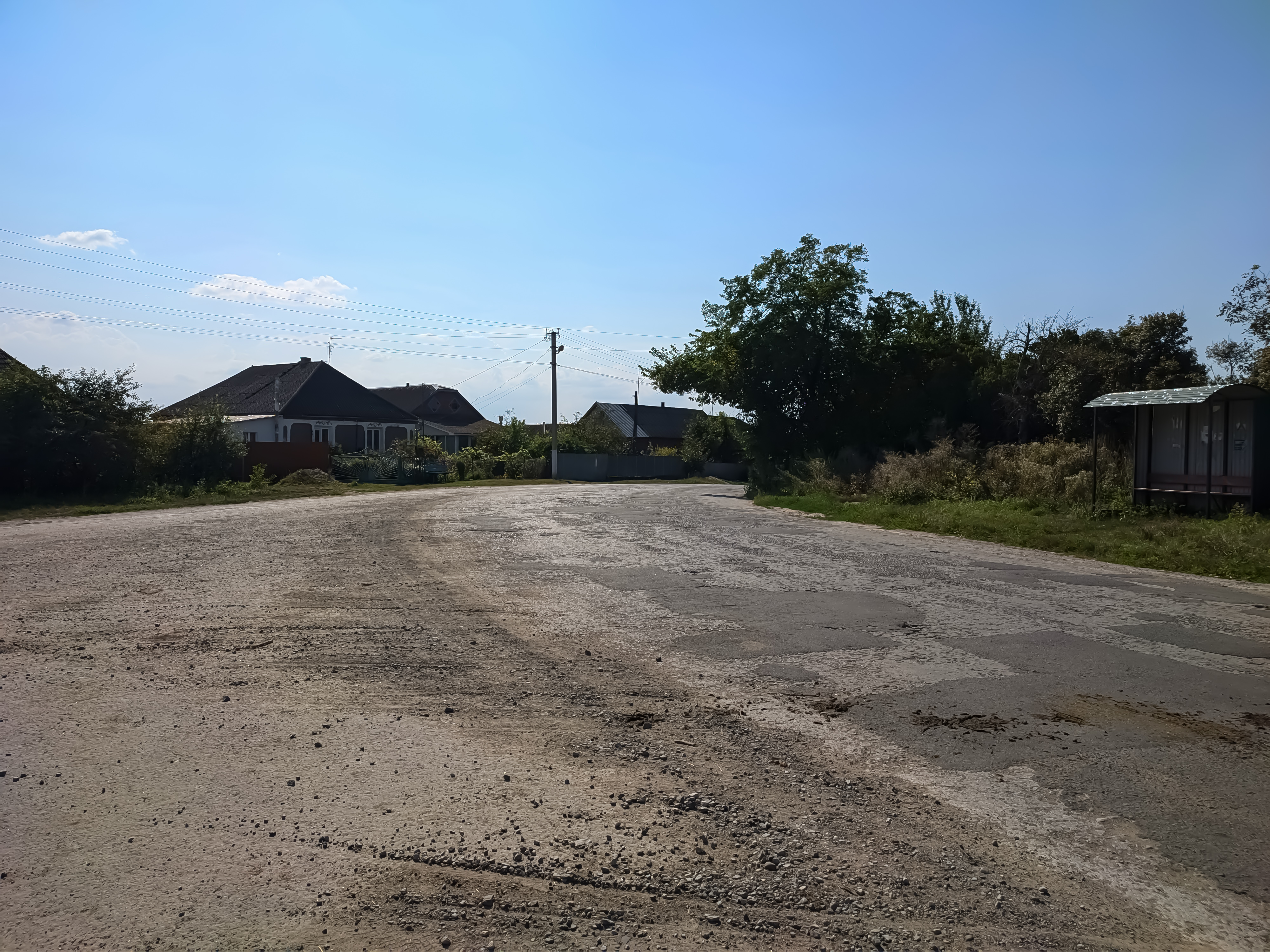
Одна з вулиць села
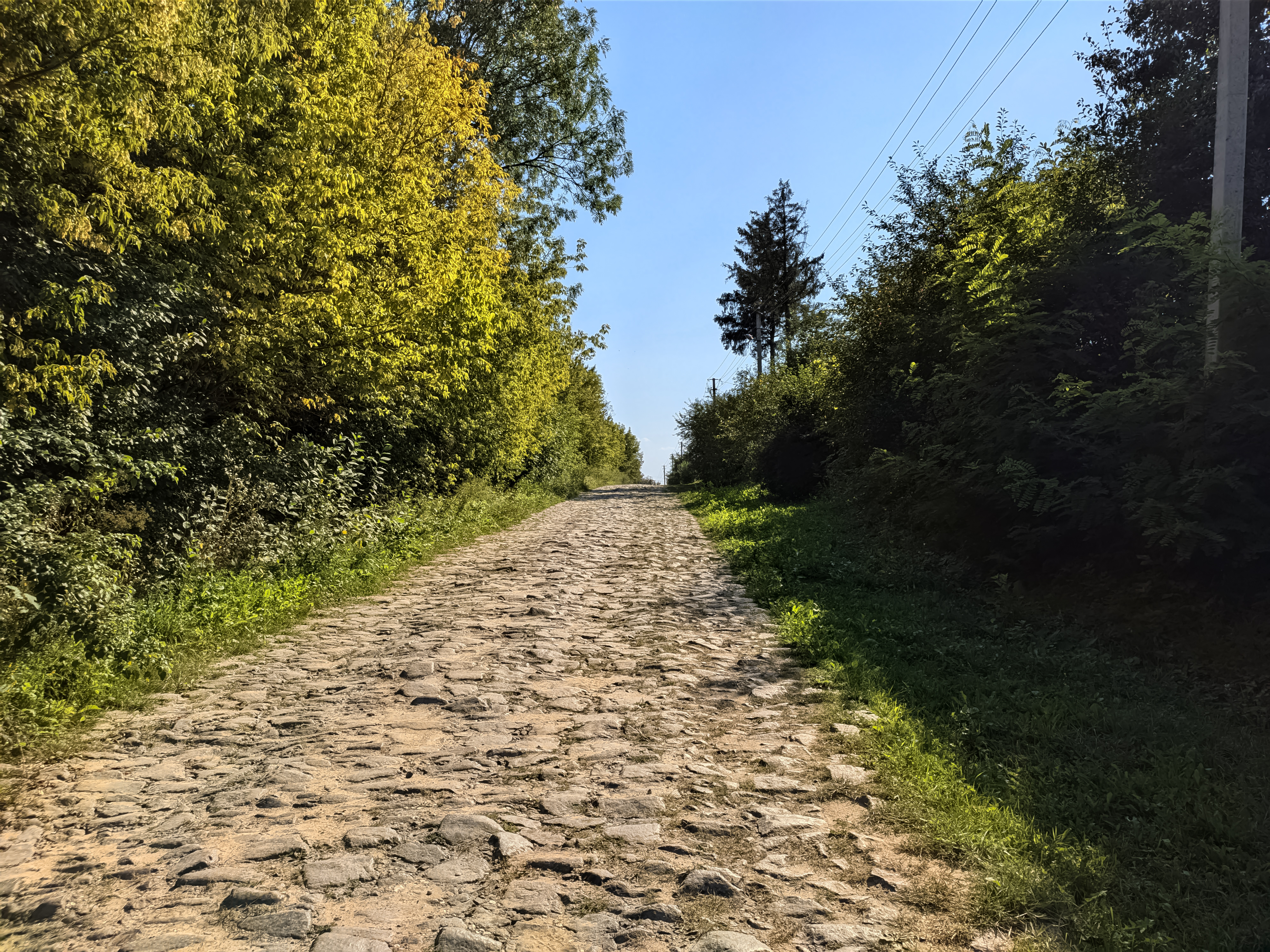
Забрукована дорога до ставка
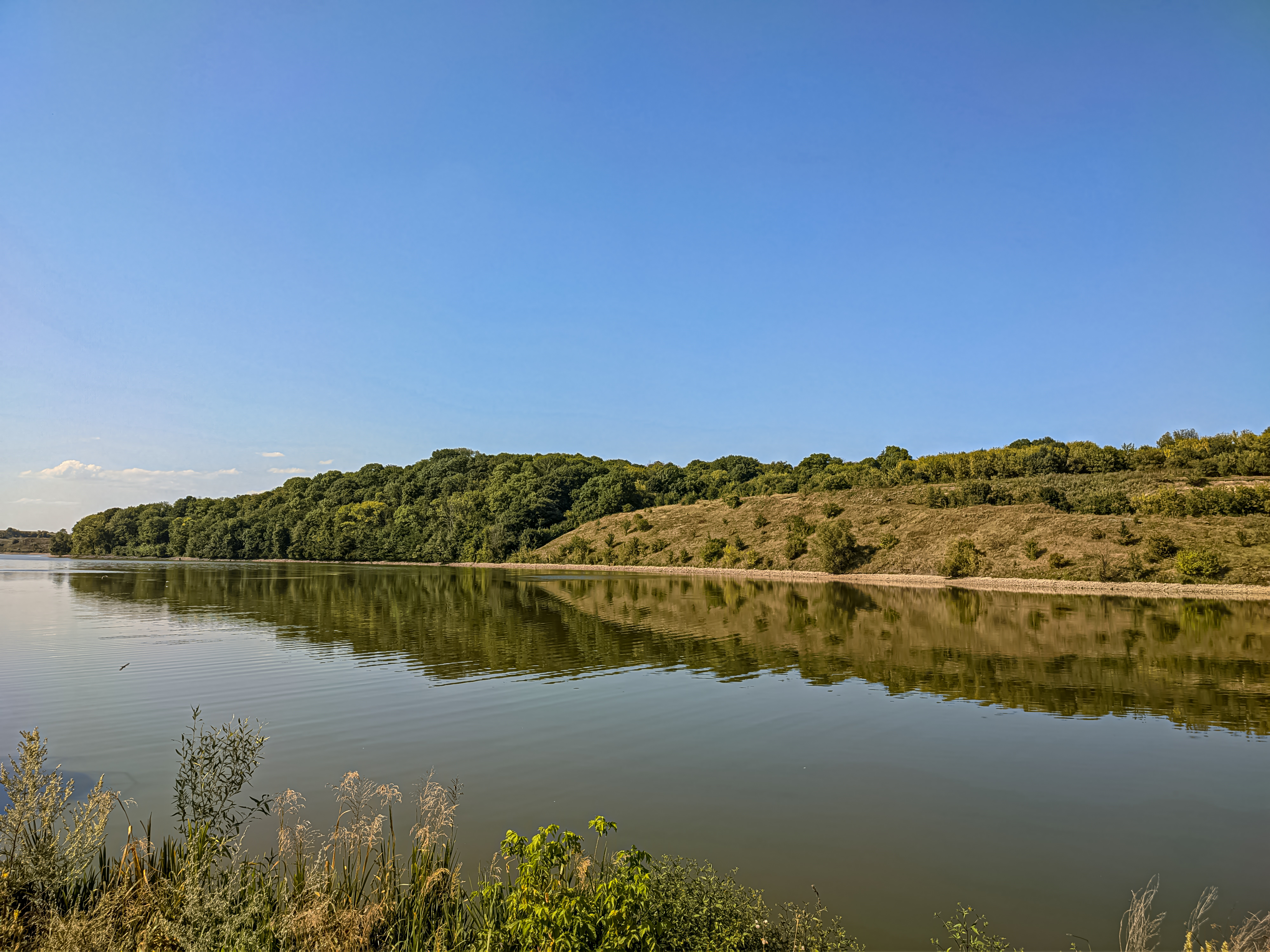
Ставок у Шарівці
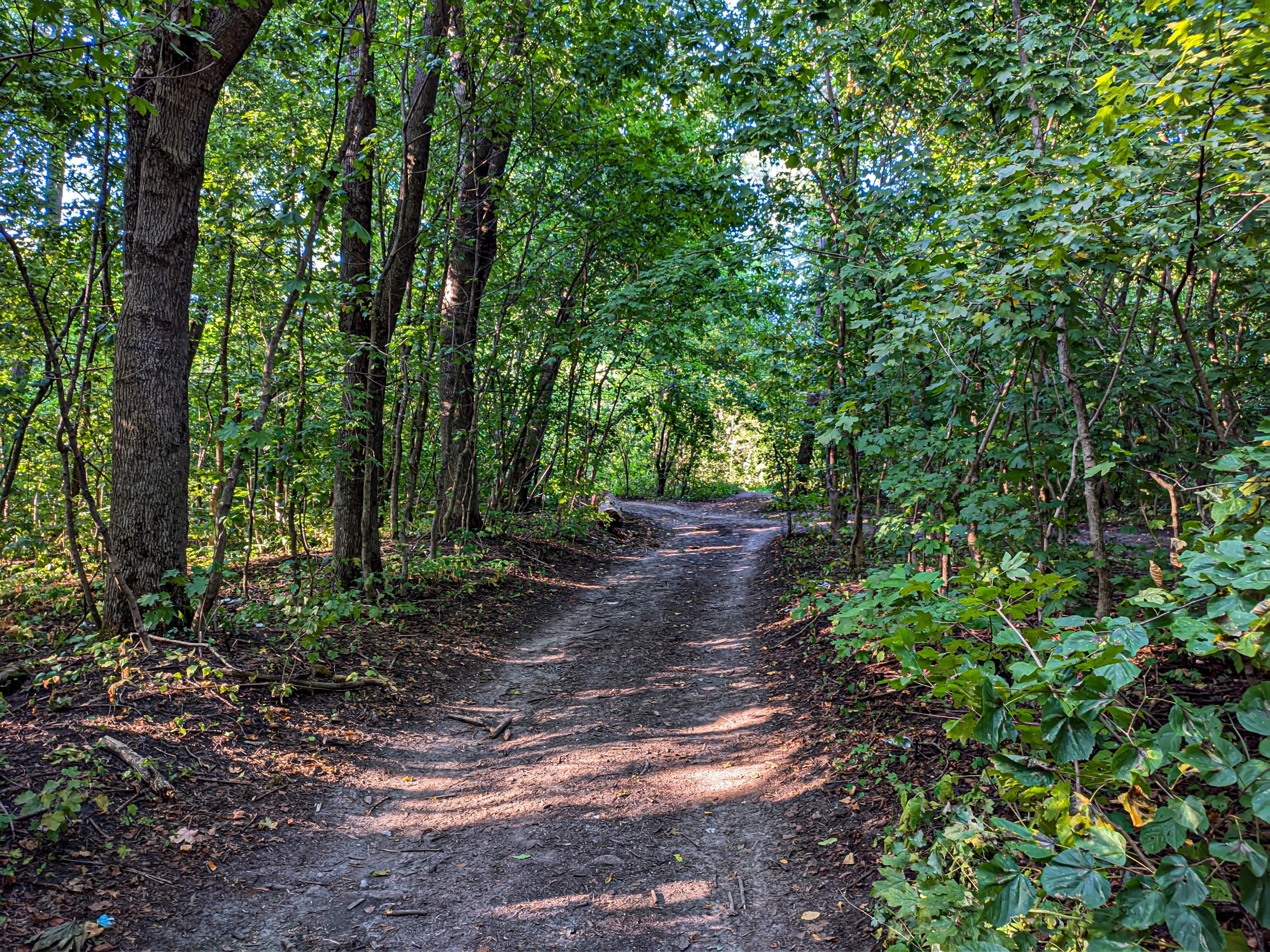
Шарівський парк
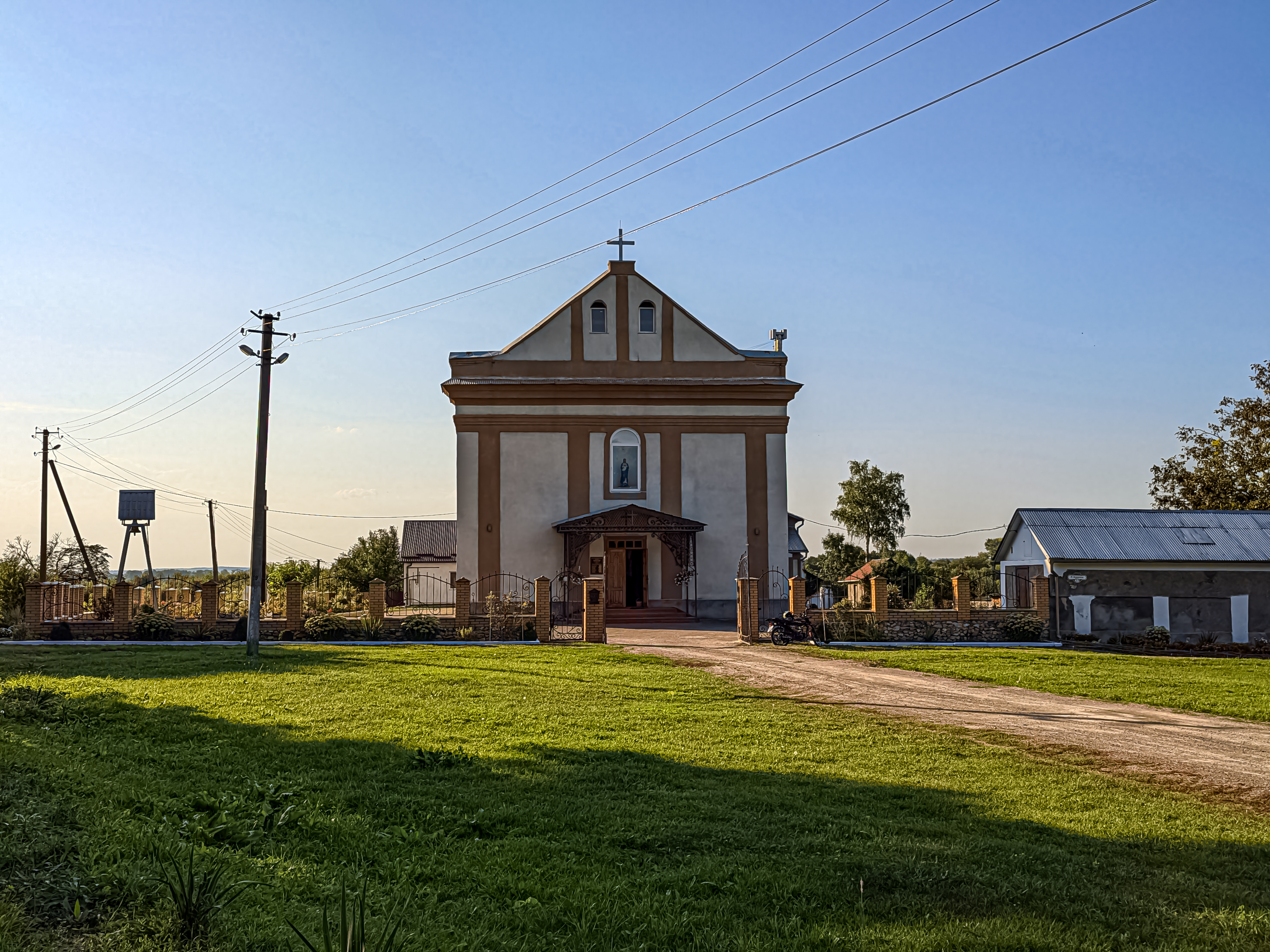
Костел
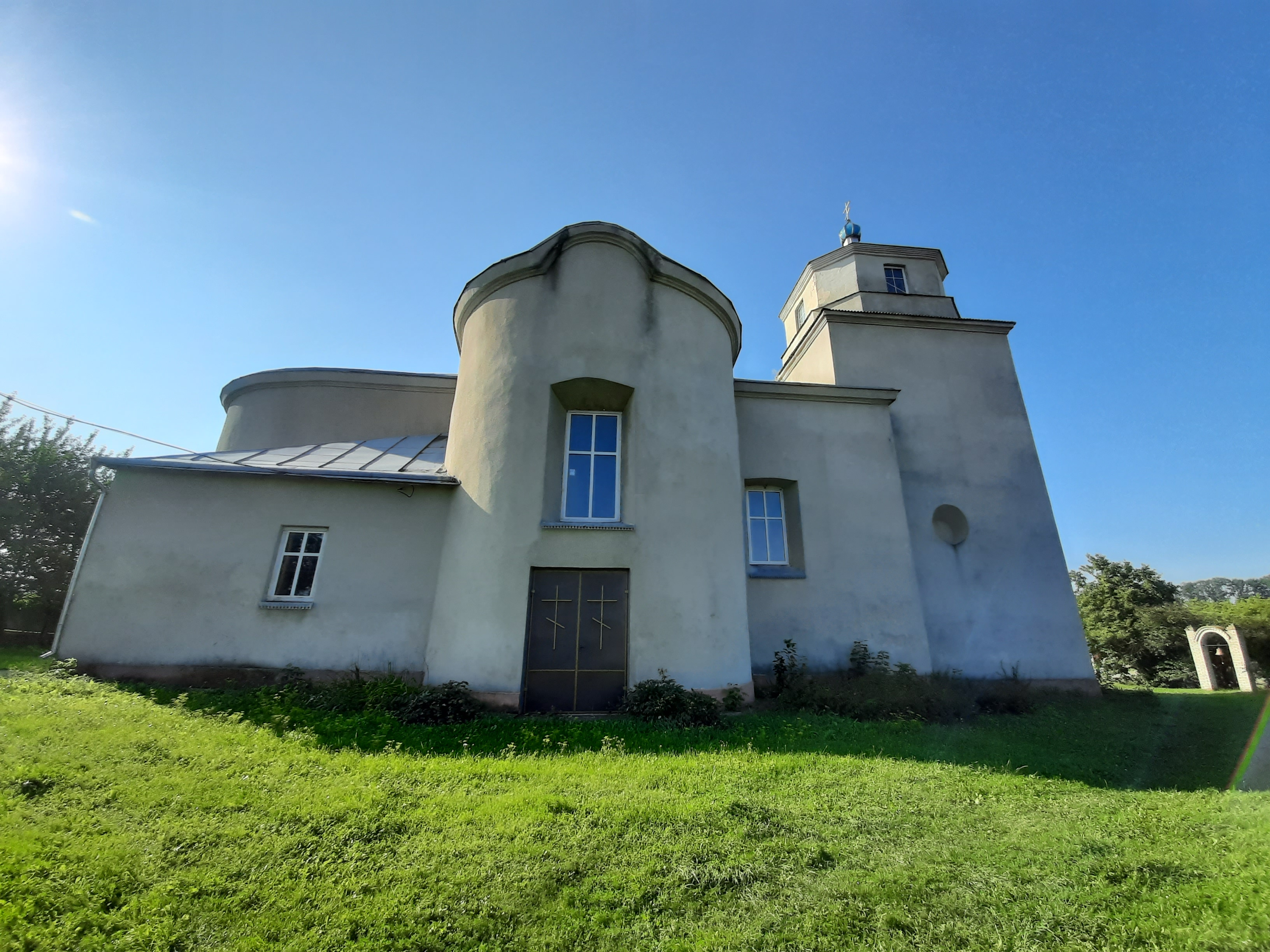
Церква Покрови Пресвятої Богородиці
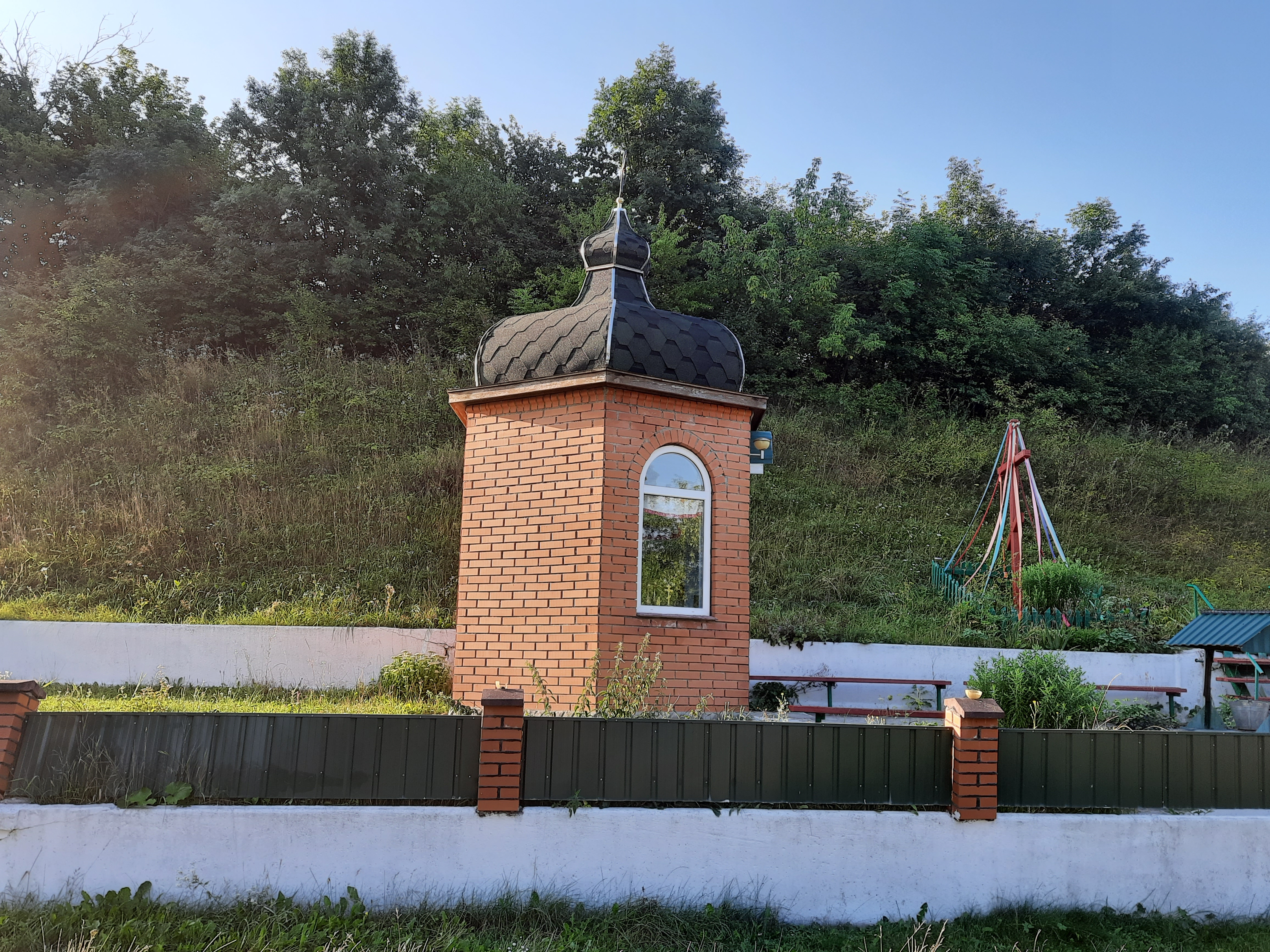
Капличка
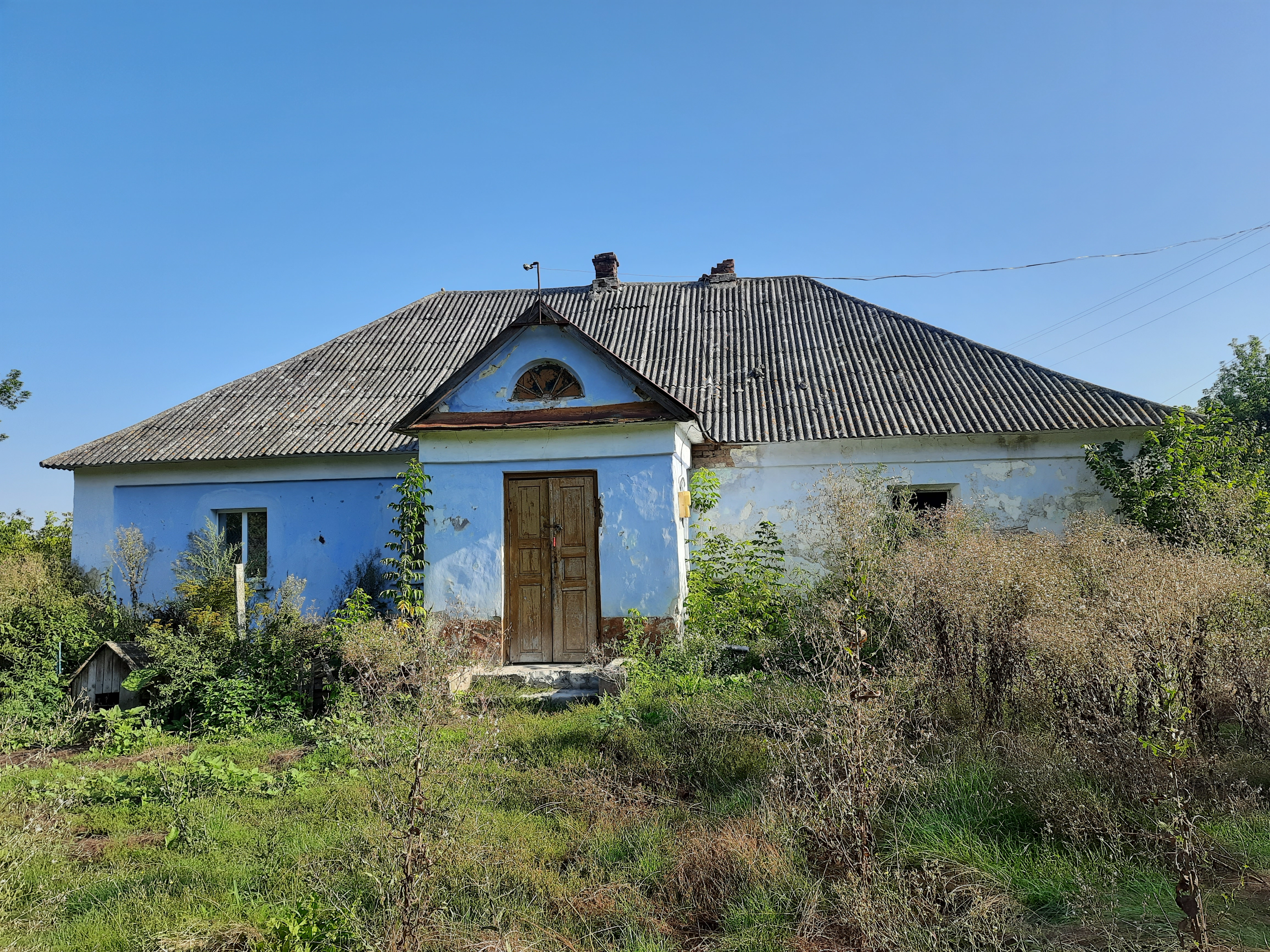
Будинок ксьондза
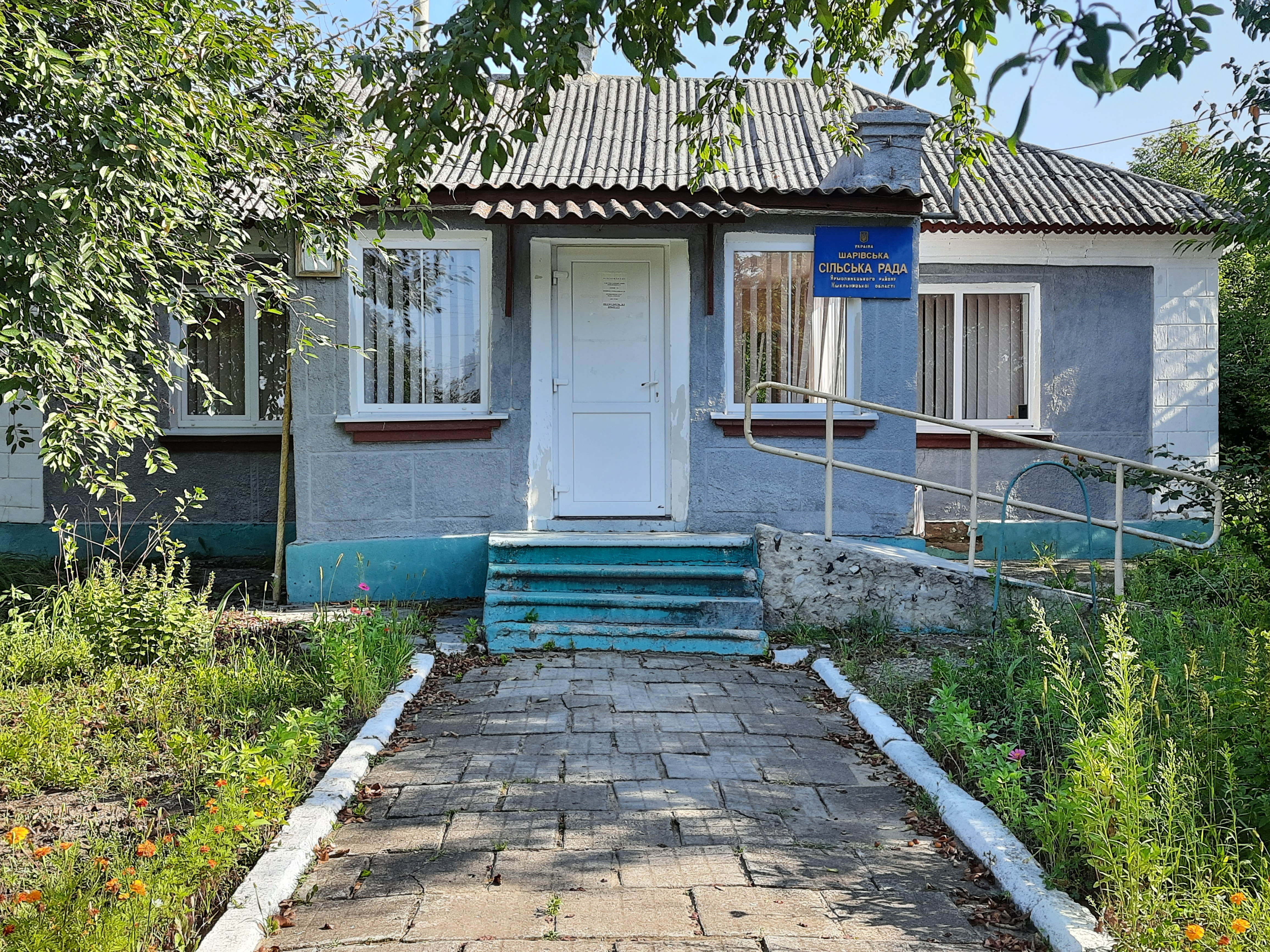
Старостат
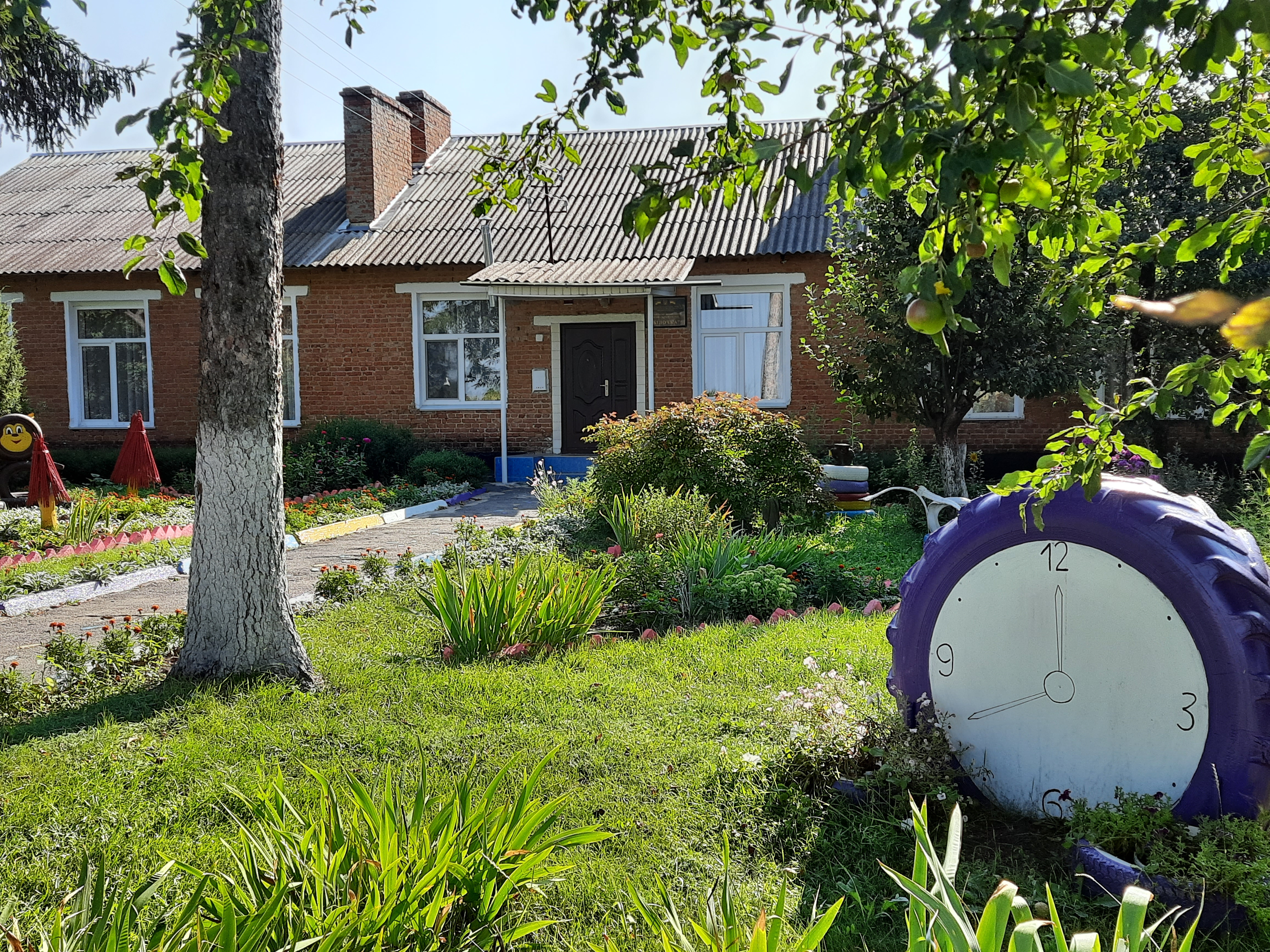
Дитячий садок
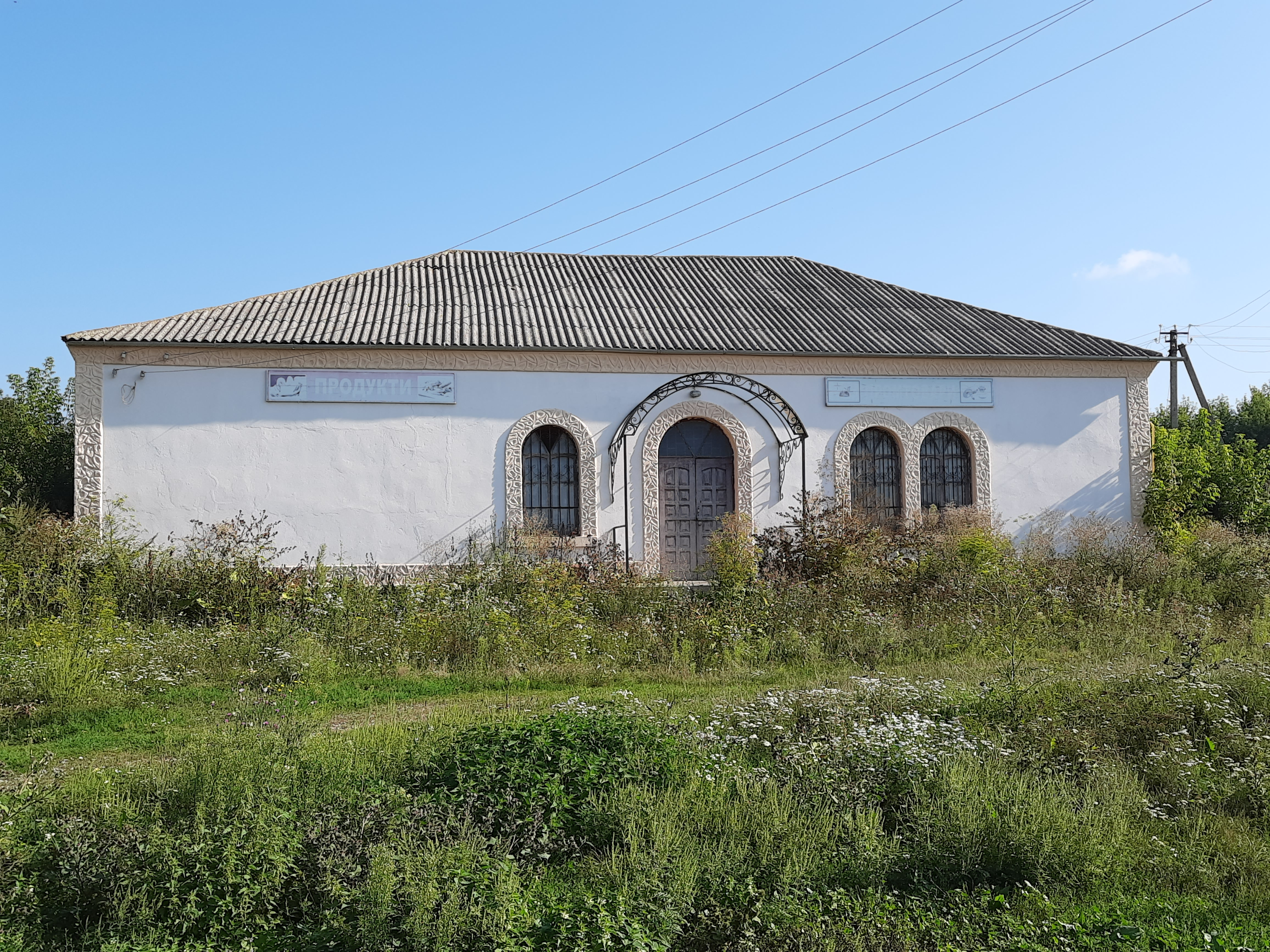
Крамниця